# Малек, Оттокар
Оттокар Малек (англ. Ottokar Malek, собственно чеш. Otakar Málek; 20 декабря 1875, Ческе-Будеёвице, Австро-Венгрия — 24 апреля 1923, Гранд-Рапидс) — чешско-американский пианист, дирижёр и музыкальный педагог.
Окончил Пражскую консерваторию (1897) по классу фортепиано, ученик Гануша Трнечека. Затем совершенствовал своё мастерство в Вене под руководством Альфреда Грюнфельда. Концертировал в разных странах Европы с 1896 года, в том числе как концертмейстер Яна Кубелика. Некоторое время преподавал в берлинской Консерватории Айхельберга (уже после смерти её основателя), был ассистентом Рихарда Штрауса в Берлинском Тонкюнстлер-оркестре.
С 1902 года жил и работал в США, первоначально как гастролирующий пианист. С 1908 года в большей степени посвятил себя педагогической работе, преподавал в Чикаго и окрестностях. В 1914 году основал музыкальную школу в Гранд-Рапидс. «Когда история музыки в Мичигане будет написана должным образом, найдётся мало людей, которые оставили бы более неизгладимый след своей индивидуальности и гения в своём времени и в своём сообществе, чем Оттокар Малек из Гранд-Рапидс», — отмечалось в 1918 году в обзорной публикации по истории и культуре региона.
С 1920 г. и до конца жизни возглавлял Городской оркестр Гранд-Рапидс (англ. Grand Rapids Civic Orchestra) — коллектив, непосредственно предшествовавший современному Симфоническому оркестру Гранд-Рапидс.
Был дружен с художником Матиасом Альтеном, написавшим портрет дочери Малека Аниты.
Первая жена (1905—1906) — пианистка Уинн Пайл. Вторая жена (с 1908 г.) — также пианистка Флоренс Крумме-Малек, преподавательница в музыкальной школе своего мужа; овдовев, вышла замуж за виолончелиста Симфонического оркестра Гранд-Рапидс Петера Клейненберга (1896—1965); её портрет также написан Альтеном.